# Bulle
Bulle je město ve švýcarském kantonu Fribourg. Je sídlem okresu Gruyère. Žije zde přibližně 23 tisíc obyvatel.
Od 1. ledna 2006 je součástí města obec La Tour-de-Trême.

## Geografie

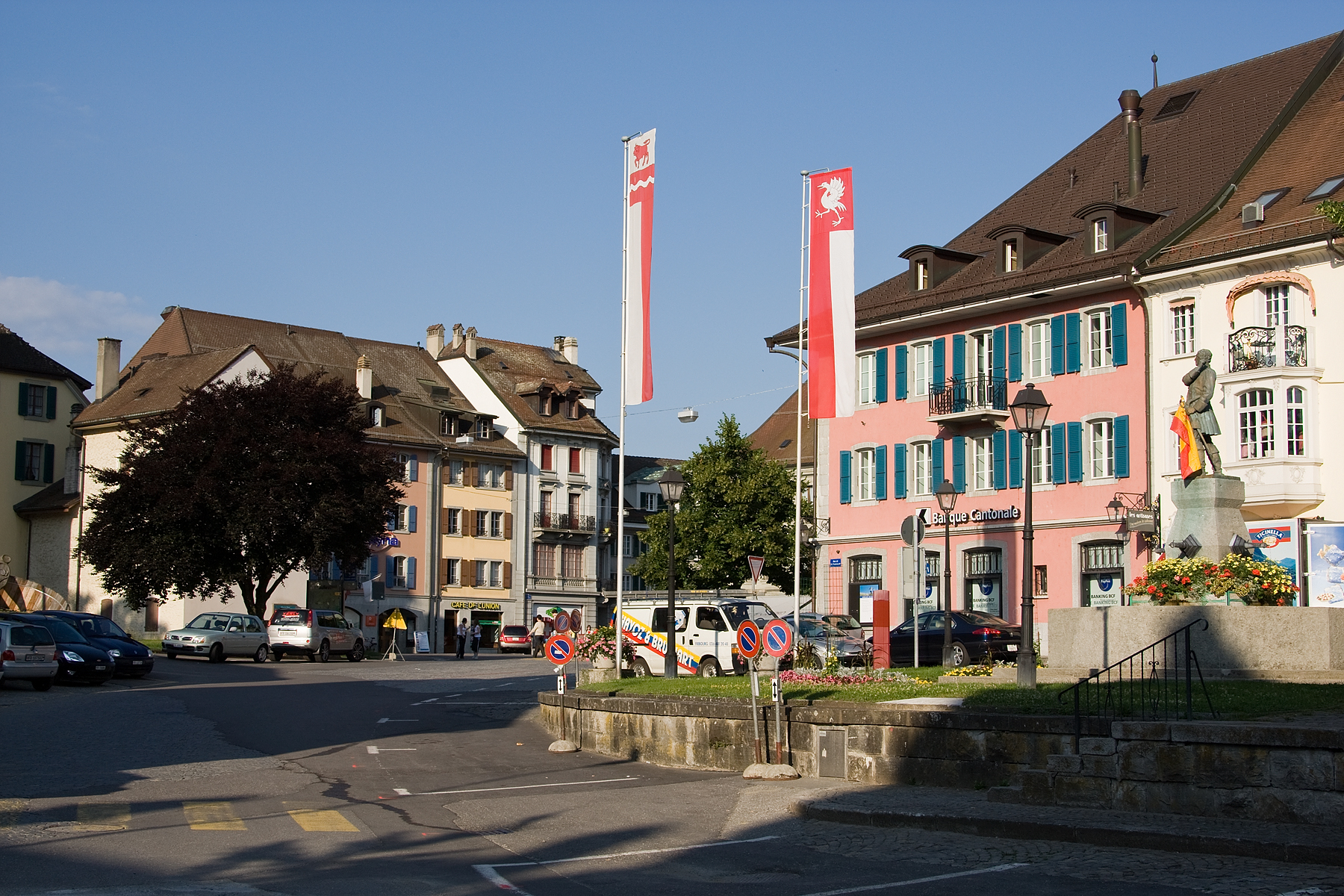
Centrum města

Bulle leží v nadmořské výšce 771 m, vzdušnou čarou 23 km jihojihozápadně od hlavního města kantonu, Fribourgu. Město leží na mírně se svažující rovině severně od horského potoka Trême, v široké kotlině Bulle v oblasti Gruyère, na severním úpatí masivu Moléson. Několik kilometrů východně od města leží vodní nádrž Gruyère (Lac de la Gruyère), kterou protéká řeka Sána.
Na území 23,8 km² velkého, značně rozvětveného území obce se nachází část povodí Bulle v podhůří Fribourských Alp. Hlavní část území zabírá rovina u Bulle, kterou protéká řeka Trême. Na východě se území rozprostírá až k řece Sáně těsně nad místem, kde se vlévá do jezera Gruyère, a zahrnuje rozsáhlou zalesněnou oblast Bois de Bouleyres; na severovýchodě zasahuje až k lesnímu kopci Vaucens (831 m n. m.). Na severu se obec rozkládá nad údolím řeky Sionge a zahrnuje část jižního svahu hory Mont de Riaz, která je součástí pohoří Gibloux.
V úzkém pásu se území obce rozprostírá na jihozápadě přes pahorkatinu mezi potokem Russon a Trême až k severovýchodním svahům lesa Les Alpettes (až 1180 m n. m.). Východní hranici tvoří vždy řeka Trême, která je erozním údolím zaříznuta do flyšových vrstev Alp. Další úzký pás se táhne jižním směrem až k severnímu úpatí Molésonu. Nejvyššího bodu Bulle dosahuje nad Alpami Les Maulatreys ve výšce 1384 m n. m.. V roce 1997 bylo 17 % rozlohy obce pokryto zastavěnou plochou, 31 % lesy a lesními porosty, 51 % zemědělstvím a asi 1 % neproduktivní půdou.
K Bulle patří vesnice a dříve samostatná obec La Tour-de-Trême, několik obchodních a obytných areálů na okraji města a četné jednotlivé farmy. Sousedními obcemi Bulle jsou Riaz, Echarlens, Morlon, Broc, Gruyères, Le Pâquier a Vuadens.

## Historie

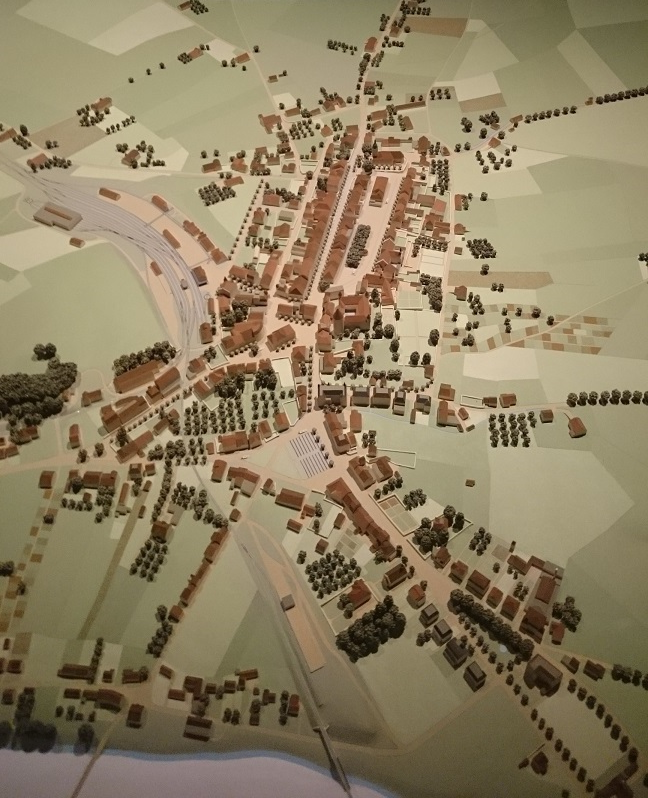
Plán města (1914)

Území obce Bulle bylo osídleno již před přelomem tisíciletí. Nejstarším dokladem lidské přítomnosti je mohyla z doby halštatské. Je velmi pravděpodobné, že osada existovala i v době římské, i když po ní nejsou téměř žádné pozůstatky.
První písemná zmínka o obci pochází z roku 852 pod názvem Butulo - latinsky Bulium. Později se objevily názvy Bulo (859), Butulum (867), Bollo (kolem roku 1200), Bullo a Bullos (1225). Název místa je pravděpodobně odvozen od francouzského slova butte (což znamená kopec).
Původ dnešního Bulle je z velké části neznámý. Centrem osídlení byl pravděpodobně kostel Saint-Eusèbe, založený v 6. nebo 7. století biskupem z Lausanne, který byl mateřským kostelem regionu Gruyère a sloužil jako farní kostel pro celé údolí Sány od La Roche na severu po Montbovon na jihu až do založení farnosti Gruyères ve 13. století. Oblast Bulle tedy patřila lausannskému biskupovi již od 6. století a vedle Avenches a Curtilles se tak stala jednou z nejstarších oblastí pod přímou kontrolou biskupa.
Později se zdá, že práva na osadu měli také předkové hrabat z Gruyères. Poté, co se hrabata usadila na kopci Gruyères (5 km od Bulle), založila městečko Gruyères a rychle rozšířila svou moc v regionu o hrabství Gruyères, docházelo od počátku 12. století k četným sporům mezi biskupem a hrabaty. V důsledku jednoho z těchto konfliktů se Bulle po roce 1190 dostalo zpět do výhradního vlastnictví biskupů z Lausanne. Ti také v roce 1196 zrušili trh v Gruyères a místo něj rozšířili starší trh v Bulle.
Od roku 1231 bylo na popud biskupů původně malé tržní městečko rozšířeno na město s opevněnými hradbami a hradem. Ačkoli neexistuje žádný skutečný dokument o udělení městských práv, obyvatelé postupně získali podobné svobody a práva jako město Lausanne. Biskupy v Bulle zastupovali kastelán a rychtář, přičemž post rychtáře byl až do 15. století vyhrazen šlechtickému rodu pánů z Bulle.
Na rozdíl od jiných měst v regionu zažívalo Bulle díky své poloze na obchodní stezce z Vevey do Fribourgu a Bernu i po roce 1350 hospodářský rozkvět, který téměř nezasáhl ani požár města v roce 1447. Během burgundských válek uzavřelo město v roce 1476 smlouvu s Fribourgem, která ho uchránila před loupeživými nájezdy konfederátů.
Když Bernští v roce 1536 dobyli Vaud a biskup z Lausanne musel uprchnout, Bulle se dalo pod ochranu města Fribourgu. Tato ochrana se však brzy změnila v nadvládu, protože Fribourg si přivlastnil biskupovy pozemky a v roce 1537 zřídil panství Bulle, které zahrnovalo město Bulle a vesnici Riaz a exklávy Albeuve a La Roche s Pont-la-Ville. V následujícím období až do roku 1798 sídlilo na hradě Bulle 54 správců panství.
V 17. a 18. století se socha Panny Marie Notre-Dame de Pitié (také Notre-Dame de Compassion) v nemocniční kapli stala významným poutním místem, které přitahovalo poutníky ze Savojska a Burgundska. Jinak Bulle žilo z obchodu s dobytkem a sýry.
V roce 1798 obyvatelé města přivítali vpád francouzských vojsk. Dne 26. ledna 1798 byl vztyčen strom svobody a z města byl vyhnán rychtář. Bulle se chtělo připojit k Lémanské republice (kantonu Léman), ale muselo zůstat u Fribourgu. Stalo se hlavním městem nově založeného okresu Bulle, který zahrnoval části regionu Gruyère na západ od řeky Sány a na sever od řeky Trême. S reorganizací okresů v rámci fribourské kantonální ústavy z roku 1848 byl okres Bulle začleněn do okresu Gruyère. Bulle bylo určeno jako hlavní město nového okresu Gruyère.

Letecký pohled (1954)

Dne 2. dubna 1805 téměř celé město vyhořelo při požáru. Během obnovy se výrazně změnil vzhled města: Několik řad domů nebylo obnoveno ve prospěch velkého tržiště. Ve 30. letech 20. století byly zbourány brány a hradby.
Na počátku 19. století se Bulle stala centrem opozice vůči konzervativní kantonální vládě. Město bylo dějištěm několika politicky motivovaných konfliktů. Výrazný hospodářský vzestup zažilo Bulle po svém napojení na švýcarskou železniční síť v roce 1868, kdy byla otevřena trať z Romontu do Bulle.
V roce 1944 došlo v Bulle k nepokojům: poté, co spolkové úřady zatkly řezníka, který porušil válečné předpisy o přídělech masa, se sešlo až tisíc lidí, kteří obtěžovali a bili bernské úředníky. Utekli na zámek Bulle a zabarikádovali se v soudní síni. Před tragickým koncem je zachránila jen ochrana policie; jejich auta byla zdemolována. Fribourský tisk a vláda z incidentu obvinily „politiku nadměrné moci spolkové vlády“. V roce 1945 odsoudil spolkový trestní soud ve Fribourgu 14 obviněných výtržníků ke krátkým podmíněným trestům.
V rámci slučování obcí, které od roku 2000 prosazuje kanton Fribourg, byla s účinností od 1. ledna 2006 k Bulle připojena dříve samostatná obec La Tour-de-Trême.

## Obyvatelstvo
| Vývoj počtu obyvatel | Vývoj počtu obyvatel | Vývoj počtu obyvatel | Vývoj počtu obyvatel | Vývoj počtu obyvatel | Vývoj počtu obyvatel | Vývoj počtu obyvatel | Vývoj počtu obyvatel | Vývoj počtu obyvatel | Vývoj počtu obyvatel | Vývoj počtu obyvatel | Vývoj počtu obyvatel | Vývoj počtu obyvatel | Vývoj počtu obyvatel | Vývoj počtu obyvatel |
| -------------------- | -------------------- | -------------------- | -------------------- | -------------------- | -------------------- | -------------------- | -------------------- | -------------------- | -------------------- | -------------------- | -------------------- | -------------------- | -------------------- | -------------------- |
| Rok                  | 1811                 | 1850                 | 1900                 | 1910                 | 1930                 | 1950                 | 1960                 | 1970                 | 1980                 | 1990                 | 2000                 | 2005                 | 2010                 |                      |
| Počet obyvatel       | 1165                 | 1833                 | 3330                 | 4035                 | 4110                 | 5255                 | 5983                 | 7556                 | 7595                 | 9062                 | 11 149               | 16 041               | 18 947               |                      |

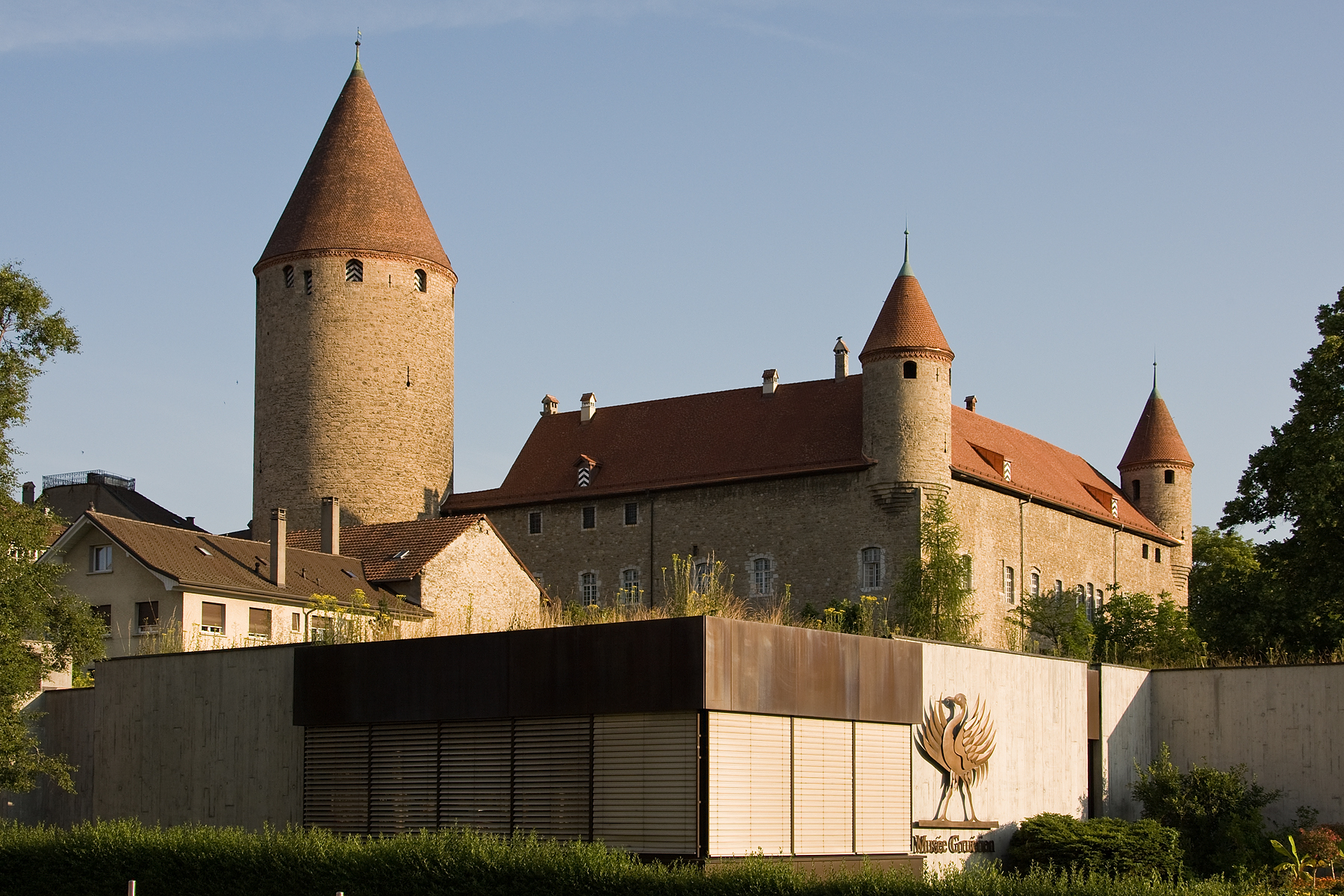
Hrad Bulle

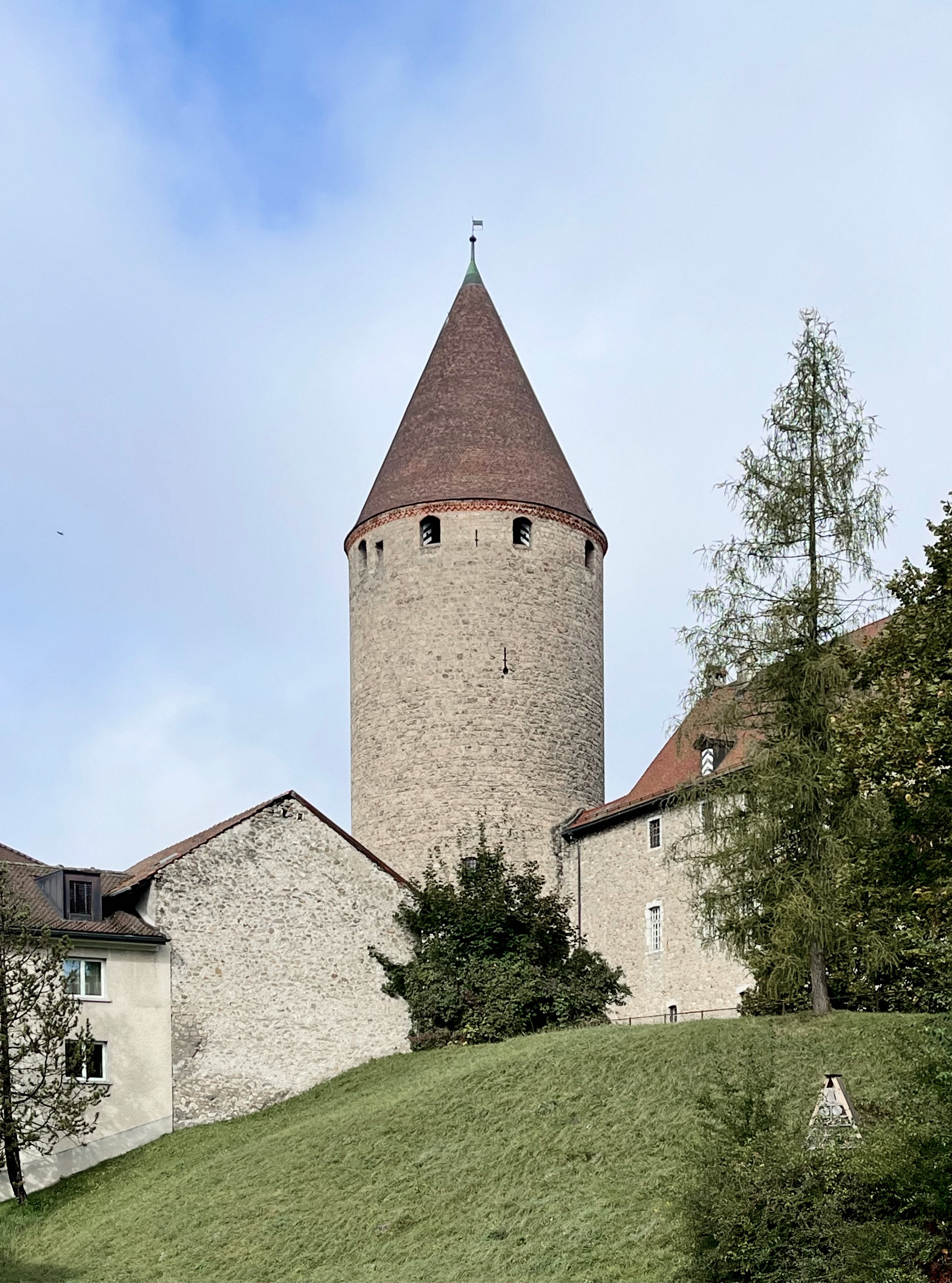
Hrad Bulle

85,5 % obyvatel hovoří francouzsky, 4,5 % portugalsky a 3,0 % německy (stav v roce 2000). V roce 1900 žilo v Bulle celkem 3330 obyvatel. Růst počtu obyvatel odráží průmyslový a hospodářský rozvoj města. Výrazný nárůst počtu obyvatel byl zaznamenán zejména kolem roku 1900 a v polovině 20. století, zatímco krize v 70. letech 20. století měla za následek nulový přírůstek v tomto desetiletí. Od roku 1980 (nepřetržité otevření dálnice Bern–Vevey v roce 1981) zaznamenává Bulle jedno z nejsilnějších temp růstu mezi obcemi své velikostní kategorie ve Švýcarsku. V roce 1995 překročil počet obyvatel hranici 10 000. Dnes se sídelní oblast Bulle plynule spojila s oblastí La Tour-de-Trême (jižně od potoka Trême). Po připojení La Tour-de-Trême byl zaznamenán další výrazný nárůst počtu obyvatel.
K církvi římskokatolické se hlásilo 75,7 % obyvatel, ke švýcarské reformované církvi 5,6 %. V roce 2008 žilo ve městě 29,8 % obyvatel cizí státní příslušnosti.

## Hospodářství

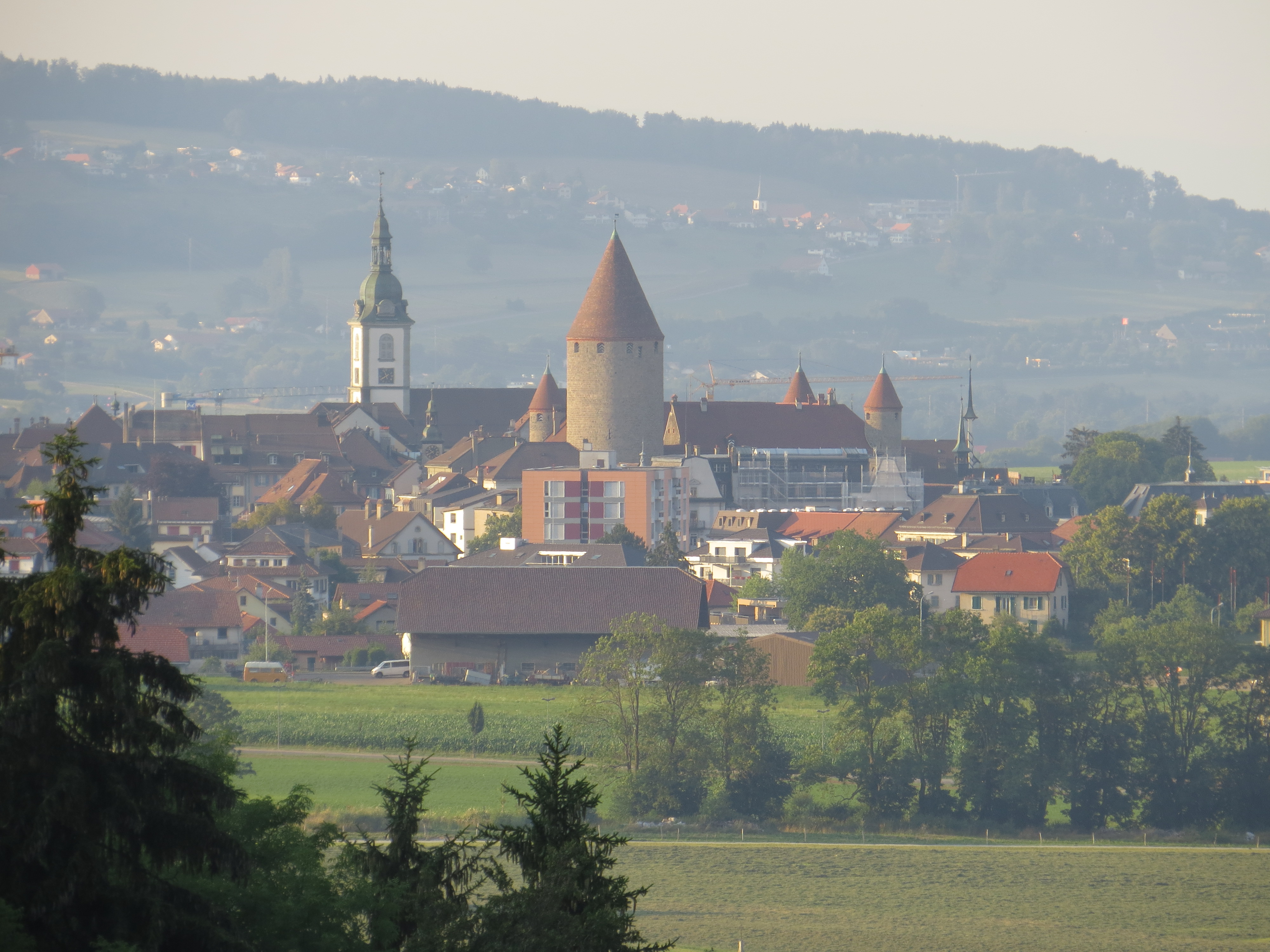
Pohled na město od jihozápadu

Bulle bylo tradičně malým městem, které se vyznačovalo zemědělstvím. Zpracovávaly se zde zemědělské produkty z okolí a obchodovalo se s nimi. Důležitý byl obchod se dřevem, sýrem (zejména sýrem Gruyère) a slaměným proutím. Po mnoho staletí se zde konaly výroční a dobytčí trhy. Ještě v první polovině 20. století se průmysl zaměřoval především na zpracování dřeva, včetně pil, truhláren, továren na nábytek a bedny. Diverzifikace průmyslu začala až po roce 1950.
Dnes je Bulle hospodářským centrem regionu Gruyère a poskytuje přibližně 9000 pracovních míst. Vzhledem k tomu, že 2 % pracovní síly jsou stále zaměstnána v primárním sektoru, hraje zemědělství ve struktuře zaměstnanosti obyvatelstva pouze okrajovou roli. Přibližně 36 % pracovní síly je zaměstnáno v průmyslovém sektoru, zatímco v sektoru služeb pracuje 62 % pracovní síly (stav v roce 2001).
Zemědělství v Bulle je stále zastoupeno především chovem dojnic a hospodářských zvířat, přičemž orná půda hraje pouze okrajovou roli. Lesy jsou využívány pro lesní hospodářství.
Od 80. let 20. století byly podél silnic na západním, severním a východním okraji města vybudovány rozsáhlé průmyslové a obchodní zóny, včetně zón Planchy a Palud. Sekundární sektor je dnes zastoupen stavebním a dopravním průmyslem (Liebherr), kovovými konstrukcemi, strojírenskými dílnami, potravinářským průmyslem (výroba sýrů a čokolády), zpracováním plastů a dřeva a farmaceutickým, chemickým a textilním průmyslem. Od roku 1976 až do svého úpadku v roce 2017 sídlil v Bulle módní řetězec Yendi.
Dne 12. prosince 2022 dalo městské zastupitelstvo Bulle jasný souhlas s prodejem pozemků skupině Rolex. Pozemek u dálnice A12 má rozlohu 15 fotbalových hřišť. Společnost Rolex zde plánuje od roku 2029 vyrábět své luxusní hodinky na 2000 pracovištích.
Bulle je sídlem městské a okresní správy a sídlí zde různé banky, pojišťovny, inženýrské, architektonické a fiduciární kanceláře. Pracovní místa jsou také v pohostinství, v četných buticích a obchodech ve městě a v odvětví uměleckých řemesel (řezbářství a keramika). Na okraji města vyrostla velká nákupní centra. Okresní nemocnice založená v roce 1873 v Bulle byla v roce 1884 přestěhována do Riazu.

## Doprava

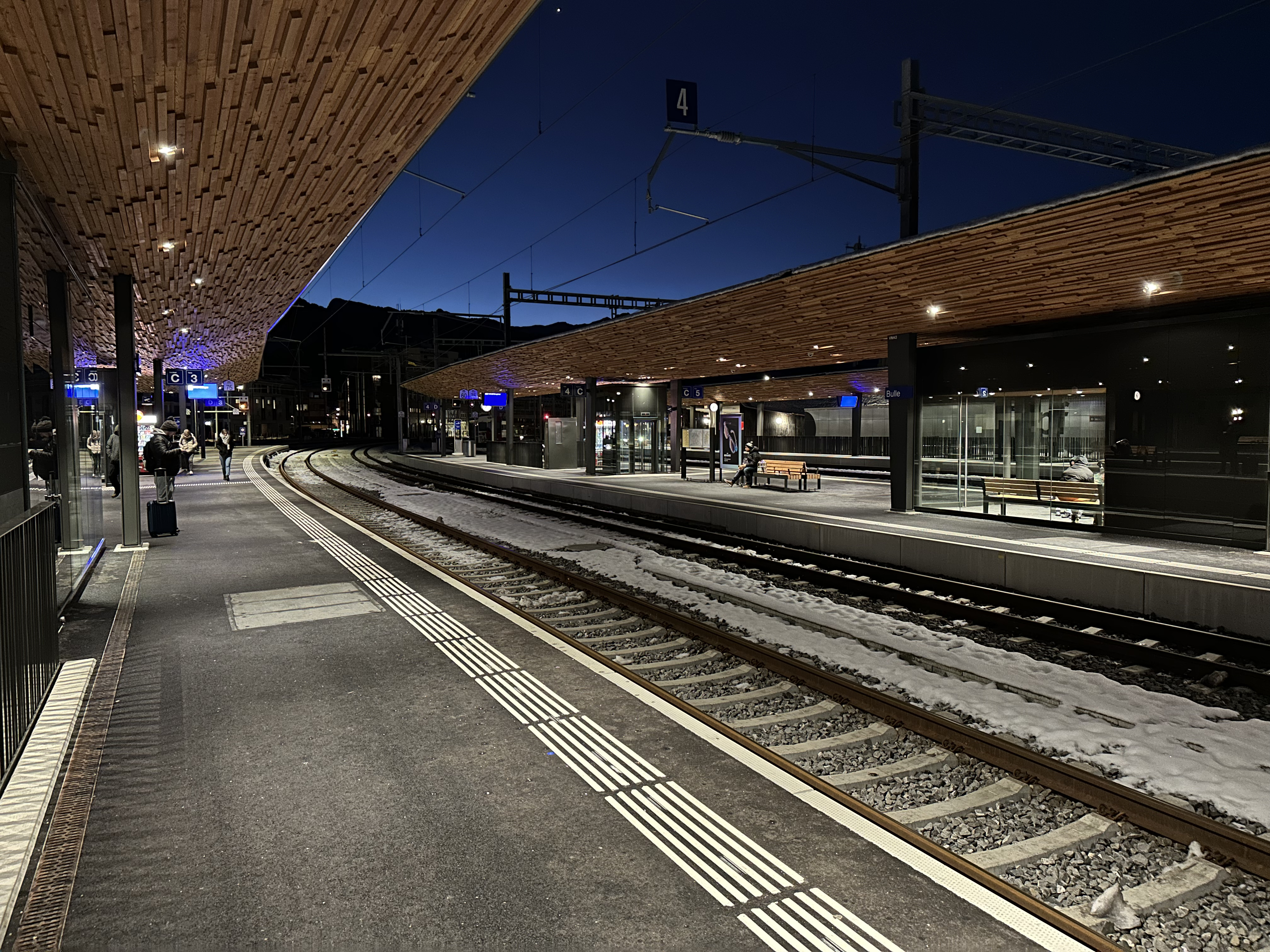
Nová železniční stanice v Bulle

Město Bulle je důležitým dopravním uzlem na jihu kantonu Fribourg. Leží na hlavní silnici č. 12 z Fribourgu do Vevey a tvoří také vstupní bránu do regionů Haute-Gruyère a Pays-d’Enhaut a do údolí Jauntal. V 60. letech 20. století město bojovalo za vedení dálnice A12 přes region Gruyère. Tato dopravní osa, která prochází územím obce, je od roku 1981 otevřena v celé délce z Bernu do Vevey a po dobu přibližně 20 let byla jediným dálničním spojením z Bernu do západního Švýcarska. Dálnice vedla od 80. let k obrovskému hospodářskému vzestupu regionu. Nejbližší křižovatka je vzdálena asi 3 km od centra města. Jako vstupní brána do turistické oblasti Fribourských Alp mělo Bulle silný tranzitní provoz, zejména o víkendech. Z tohoto důvodu byl pro Bulle a La Tour-de-Trême vybudován obchvat, který účinně odlehčuje městu od tranzitní dopravy. Z obchvatu vede hlavní silnice 190 údolím Sány do Château-d’Oex.
Železniční stanice Bulle spojuje město s Romontem/Fribourgem/Bernem, Châtel-St-Denis/Palézieux/Lausanne, Montbovonem/Montreux nebo Zweisimmenem a také s Broc. V polovině 19. století se město zasadilo o to, aby jeho územím vedla železniční trať Lausanne–Bern. Se svou žádostí však neuspělo, a proto shromáždilo značnou částku peněz na železniční spojení do Romontu. Dne 1. července 1868 bylo město připojeno k železniční síti otevřením trati Romont–Bulle. Po ní následoval 14. července 1904 úsek trati Bulle – Vuadens do Châtel-St-Denis a 21. září 1904 úsek trati Bulle – La Tour-de-Trême do Montbovonu. Ty jsou nyní součástí železniční tratě Palézieux – Bulle – Montbovon. Odbočka do Brocu byla otevřena 24. června 1912.
Několik autobusových linek provozovaných společností Transports publics fribourgeois (TPF) zajišťuje regionální spoje veřejné dopravy. Jezdí z Bulle do Fribourgu (jako expresní autobus po dálnici A12 a jako běžná linka přes Le Bry nebo La Roche), Boltigenu, Corbières, Grandvillardu, Morlonu a Moléson-Village. Nové autobusové nádraží bylo dokončeno v roce 1992. TPF provozuje v Bulle také dvě městské linky.

## Osobnosti
- Erhard Loretan (1959–2011), horolezec
- Jason Dupasquier (2001–2021), motocyklový závodník

## Fotogalerie

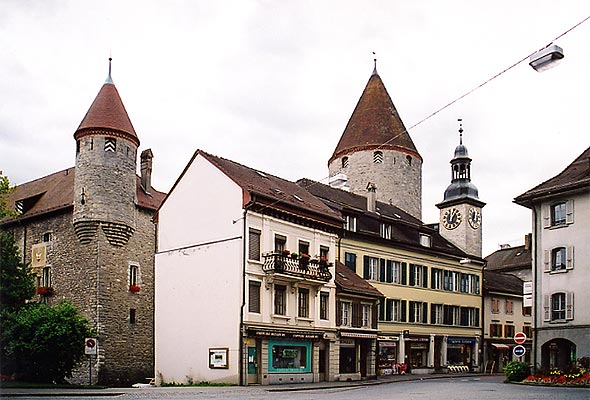
Hrad
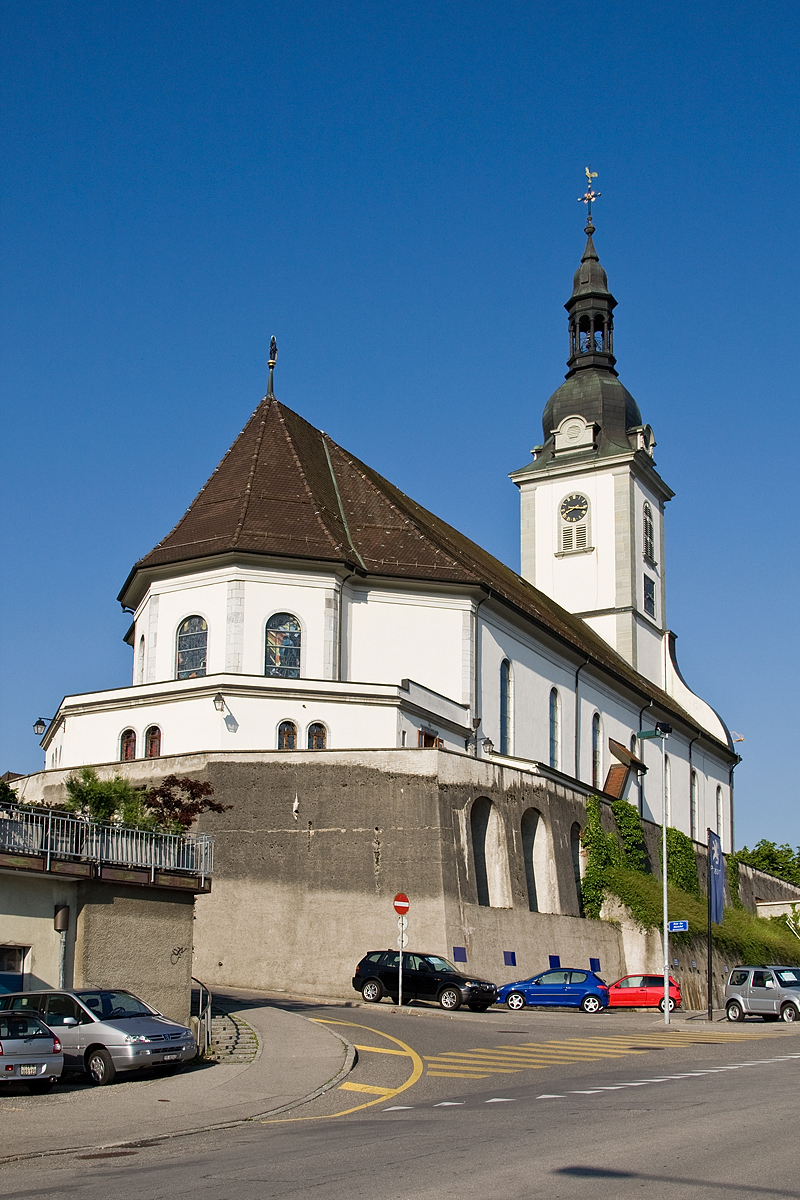
Kostel sv. Petra v Bulle
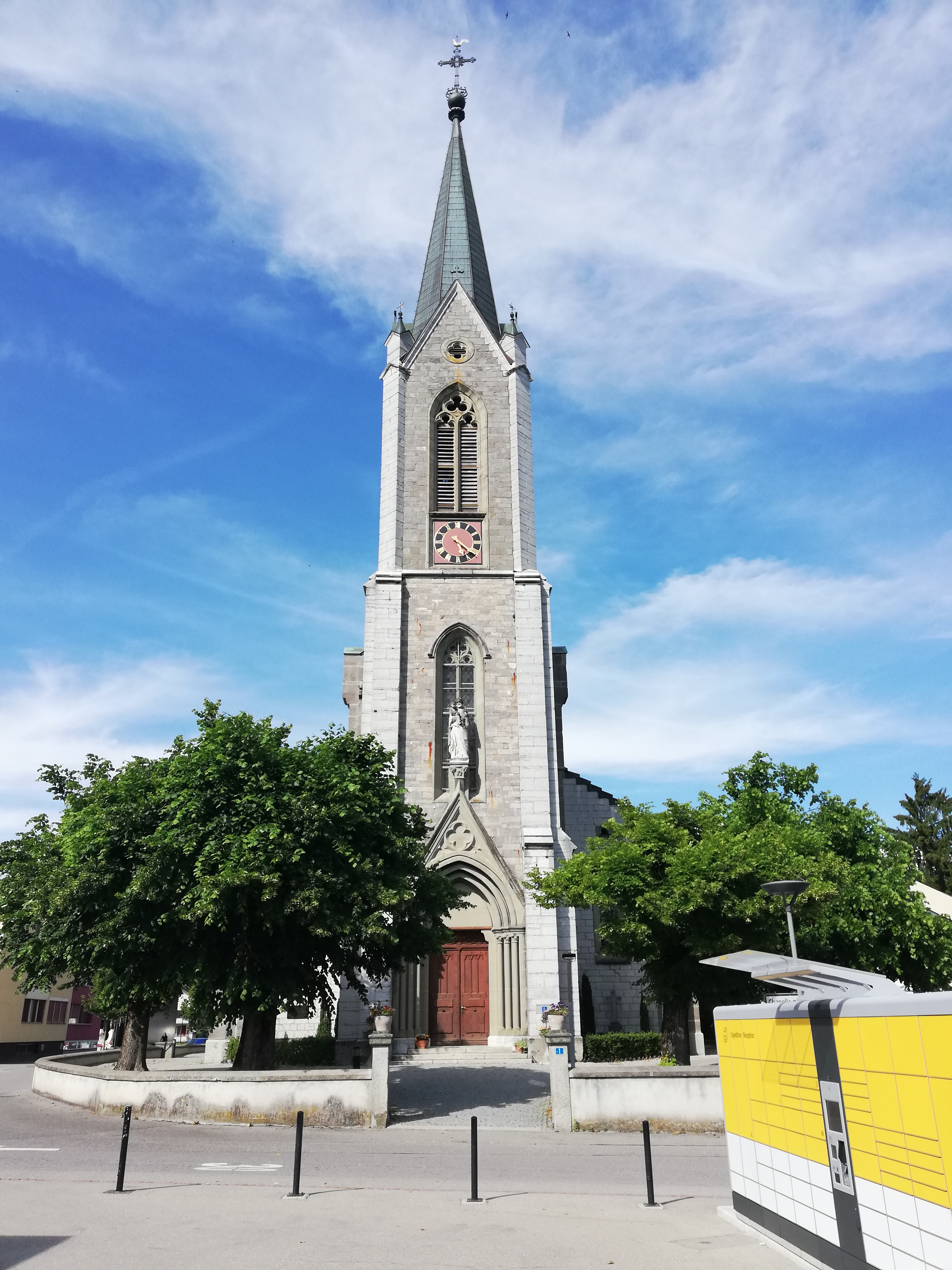
Kostel sv. Josefa v La Tour-de-Trême
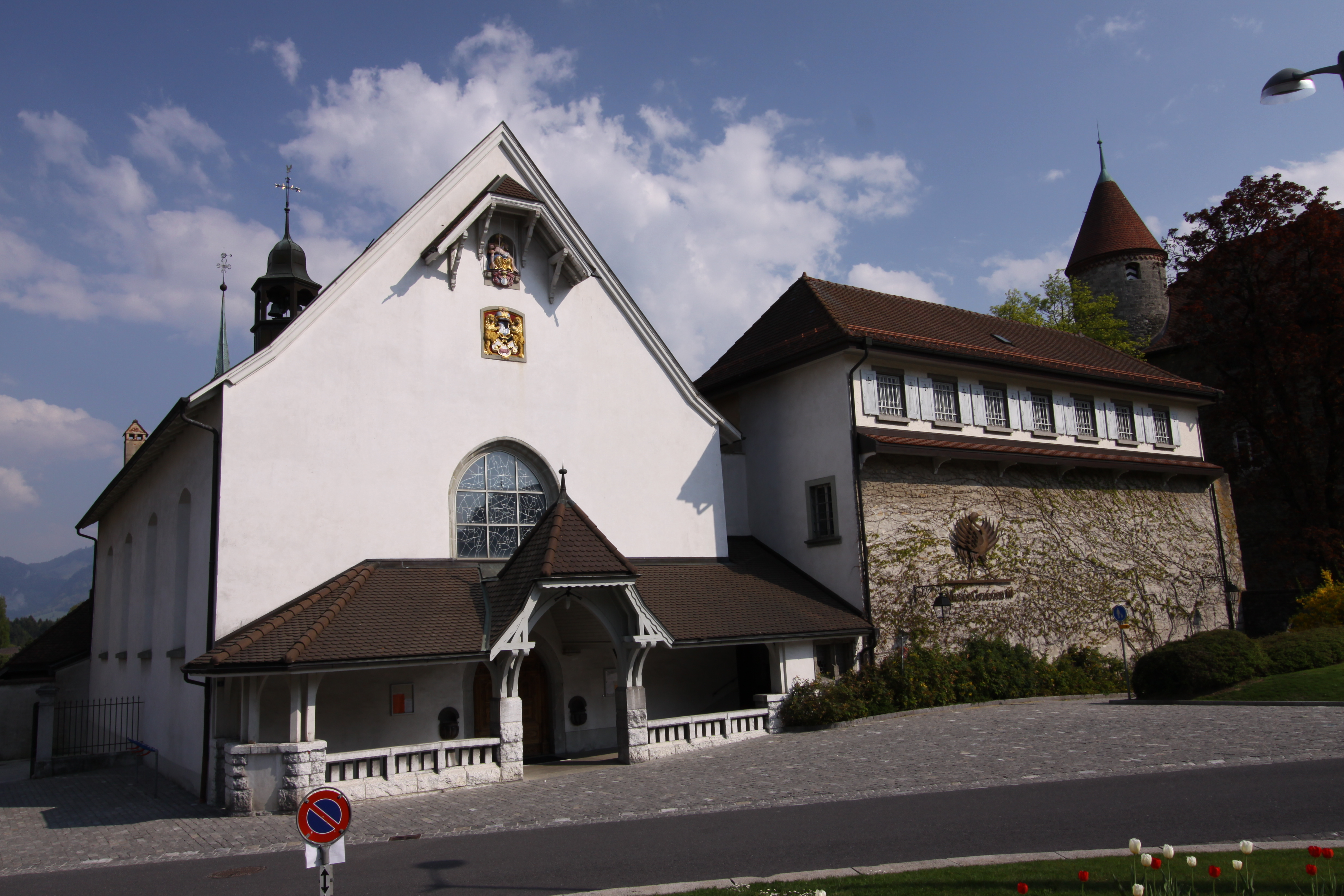
Kaple Kostel Notre-Dame de Compassion v Bulle
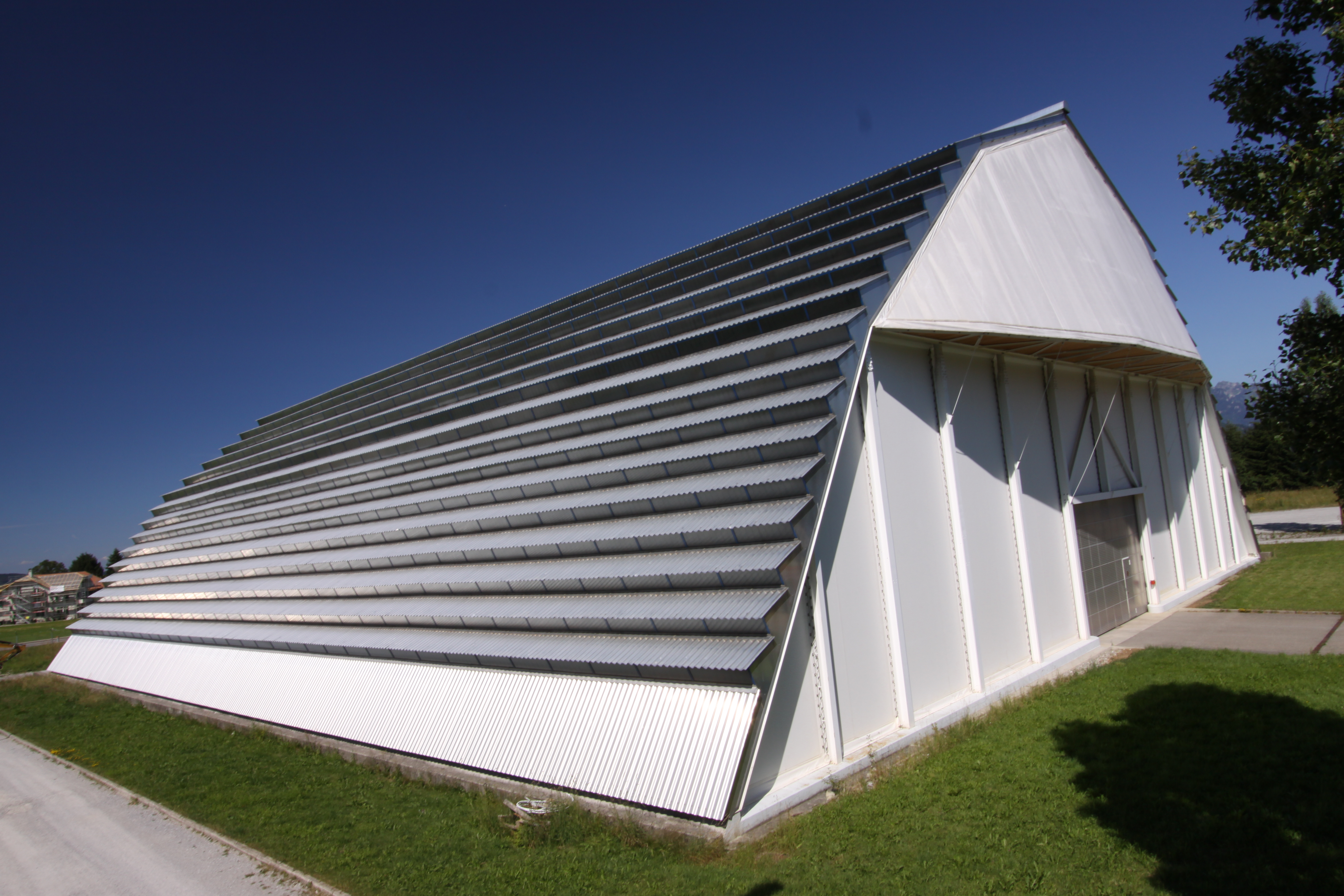
Halle Landi v Bulle